# Cmentarz żydowski w Bolimowie
Cmentarz żydowski w Bolimowie – został założony w połowie XIX wieku i zajmuje nieogrodzony obszar o powierzchni 0,3 ha otoczony wałem ziemnym. Do naszych czasów zachowała się jedna granitowa macewa z inskrypcją w alfabecie hebrajskim.
W 2021 roku w ramach programu Ministra Kultury, Dziedzictwa Narodowego i Sportu „Oznakowanie cmentarzy żydowskich w Rzeczypospolitej Polskiej” cmentarz oznaczono tablicą pamiątkową w formie macewy zaakceptowaną przez Generalnego Konserwatora Zabytków i Naczelnego Rabina Polski z kodem QR prowadzącym do opisu obiektu na portalu ZABYTEK.PL
Cmentarz został wpisany do rejestru zabytków pod numerem 898 w dniu 18.12.1992 roku.

## Galeria zdjęć

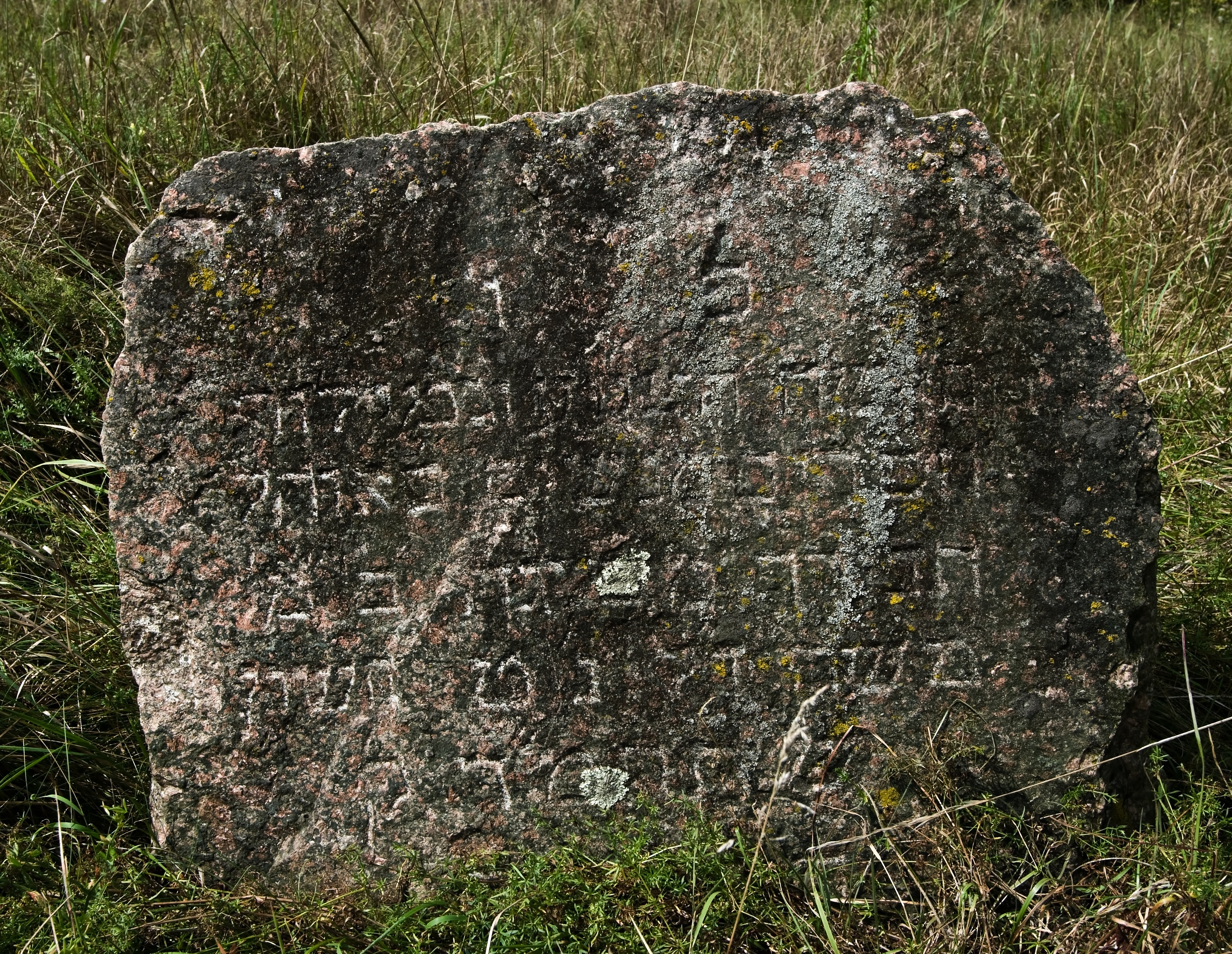
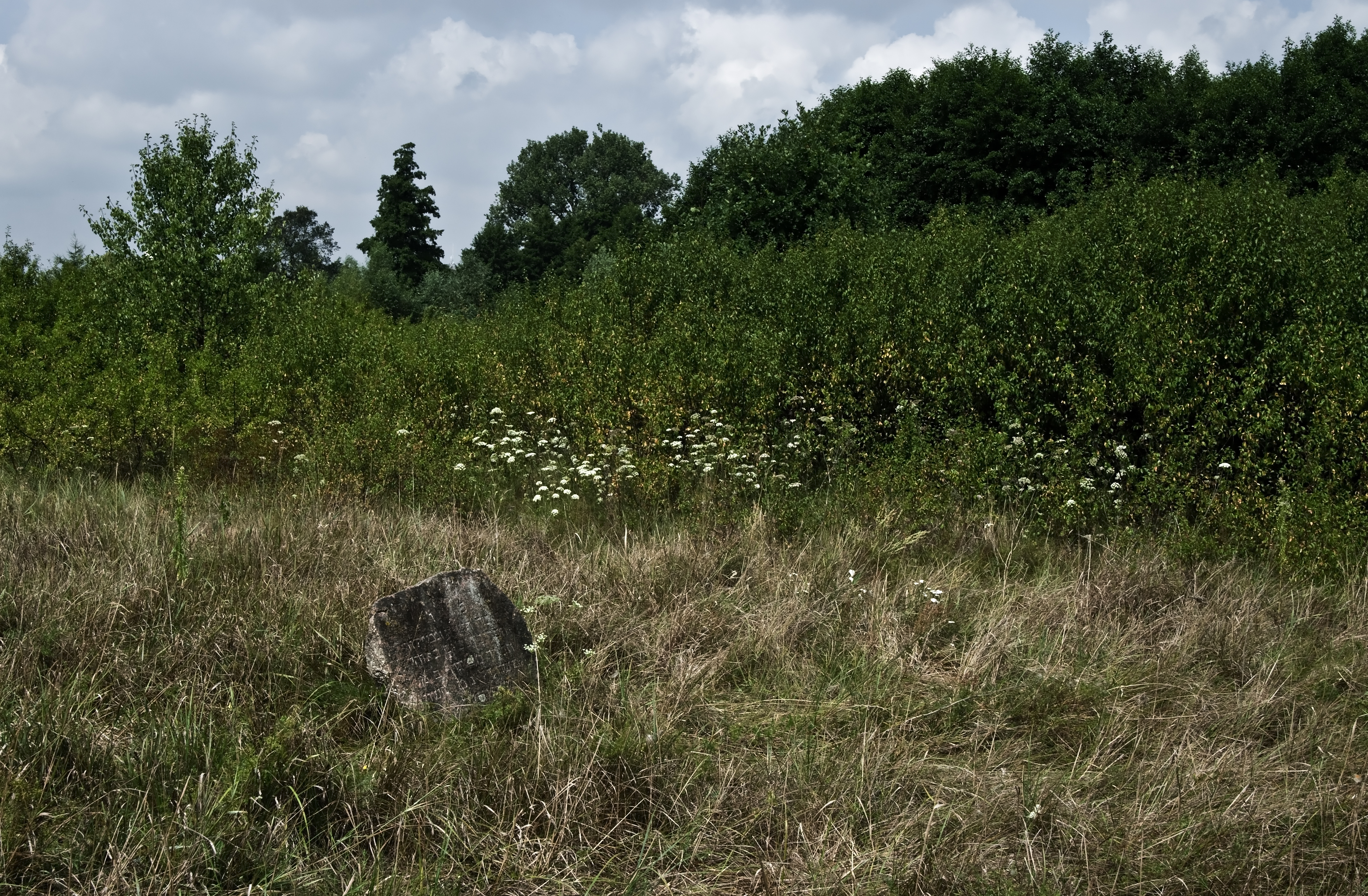
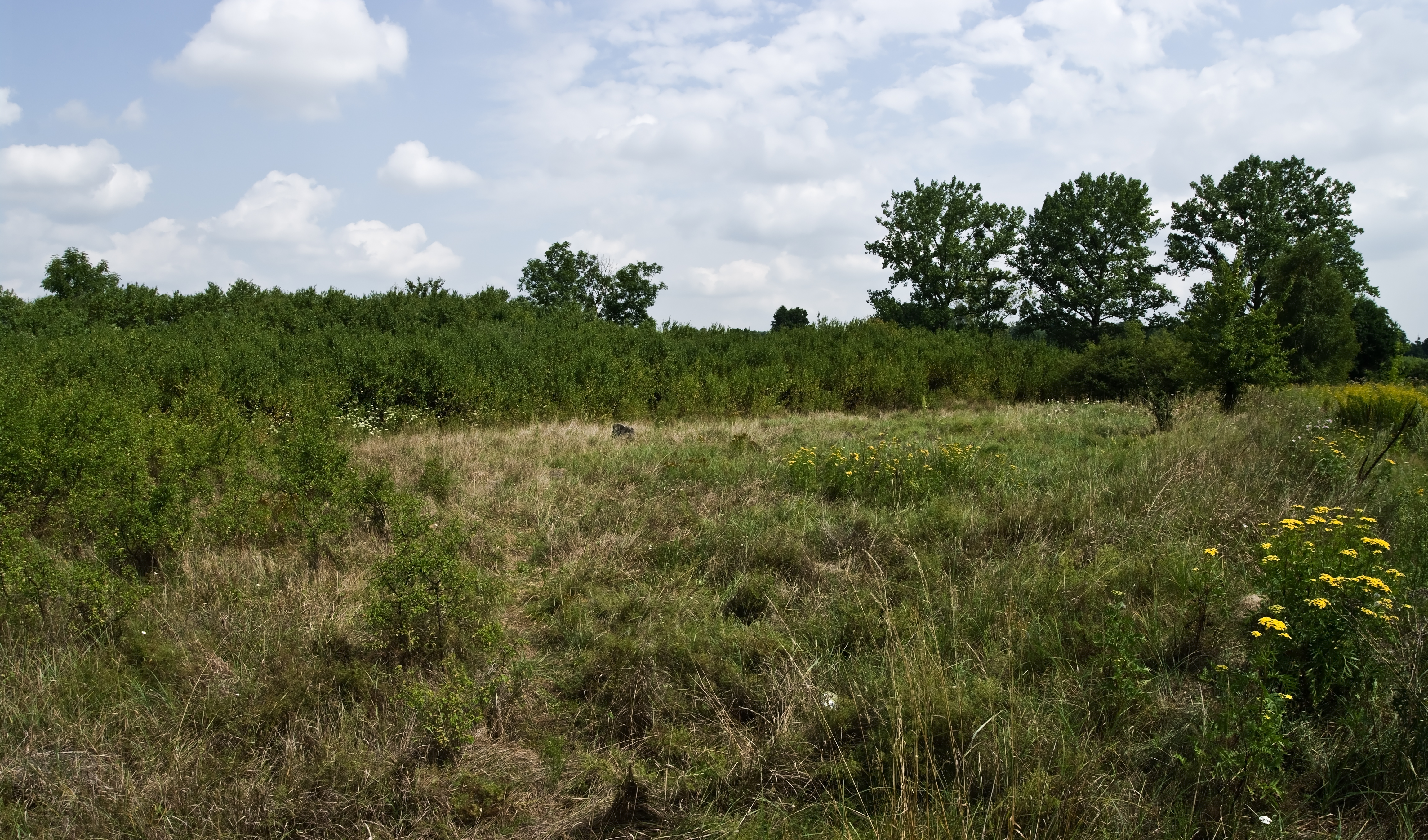
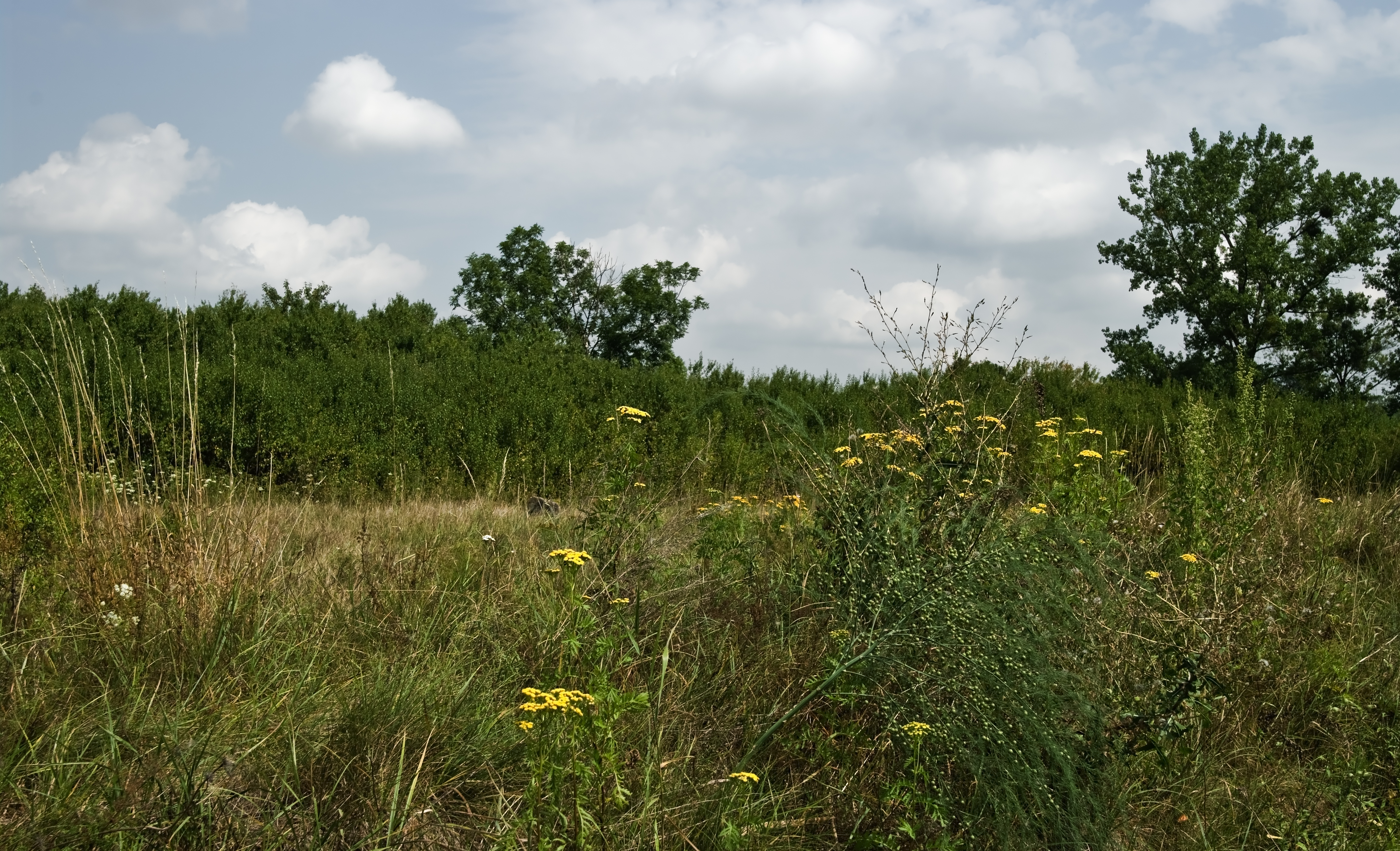